# Traisen, Bad Kreuznach
Traisen là một đô thị thuộc huyện Bad Kreuznach trong bang Rheinland-Pfalz, phía tây nước Đức. Đô thị Traisen, Bad Kreuznach có diện tích 2,85 km², dân số thời điểm ngày 31 tháng 12 năm 2006 là 574 người.